# Clarington (Canada)
Clarington is een plaats (town) in de Canadese provincie Ontario en telt 77.820 inwoners (2006). De oppervlakte bedraagt 611,1 km².

## Galerij

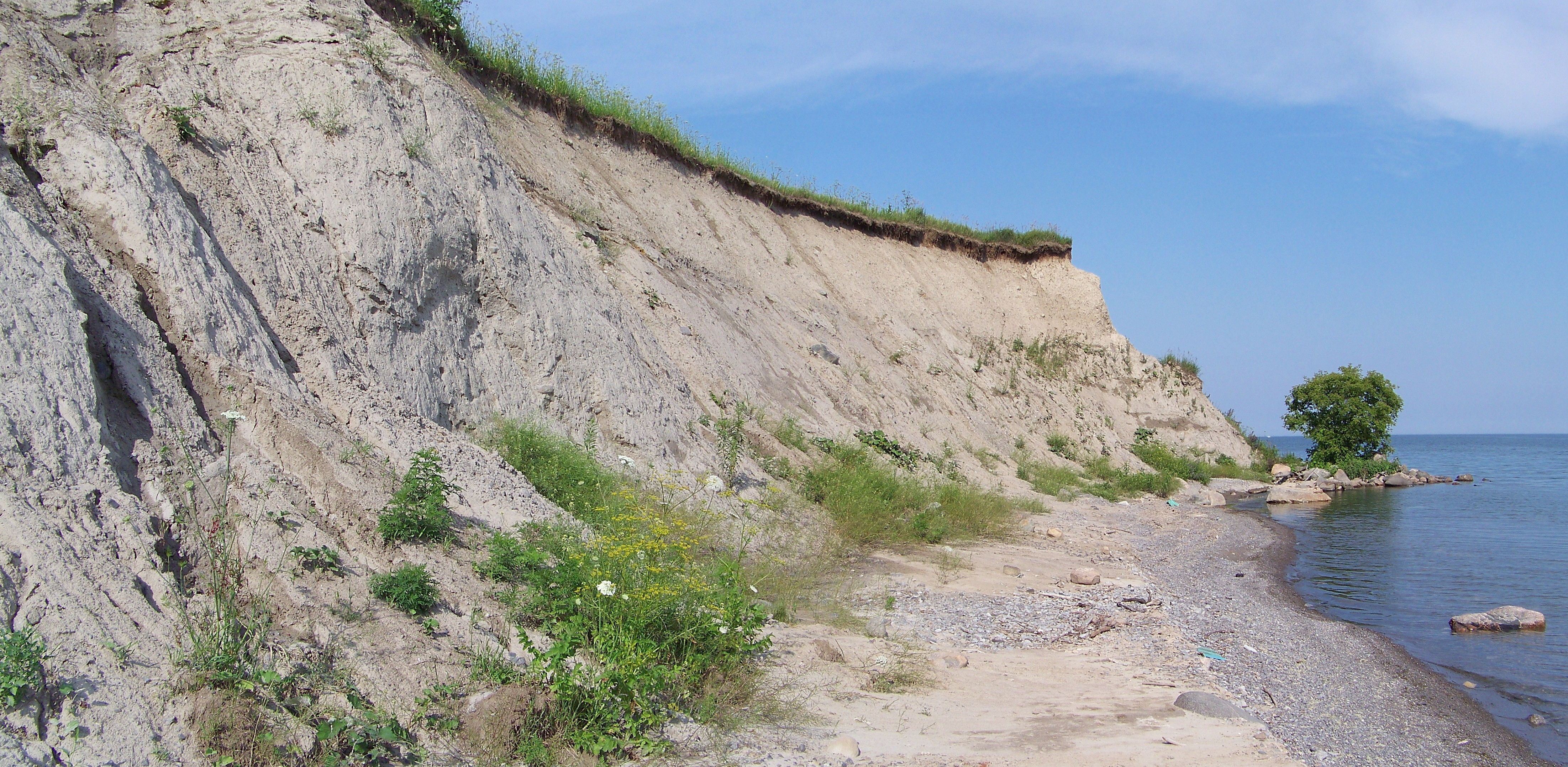
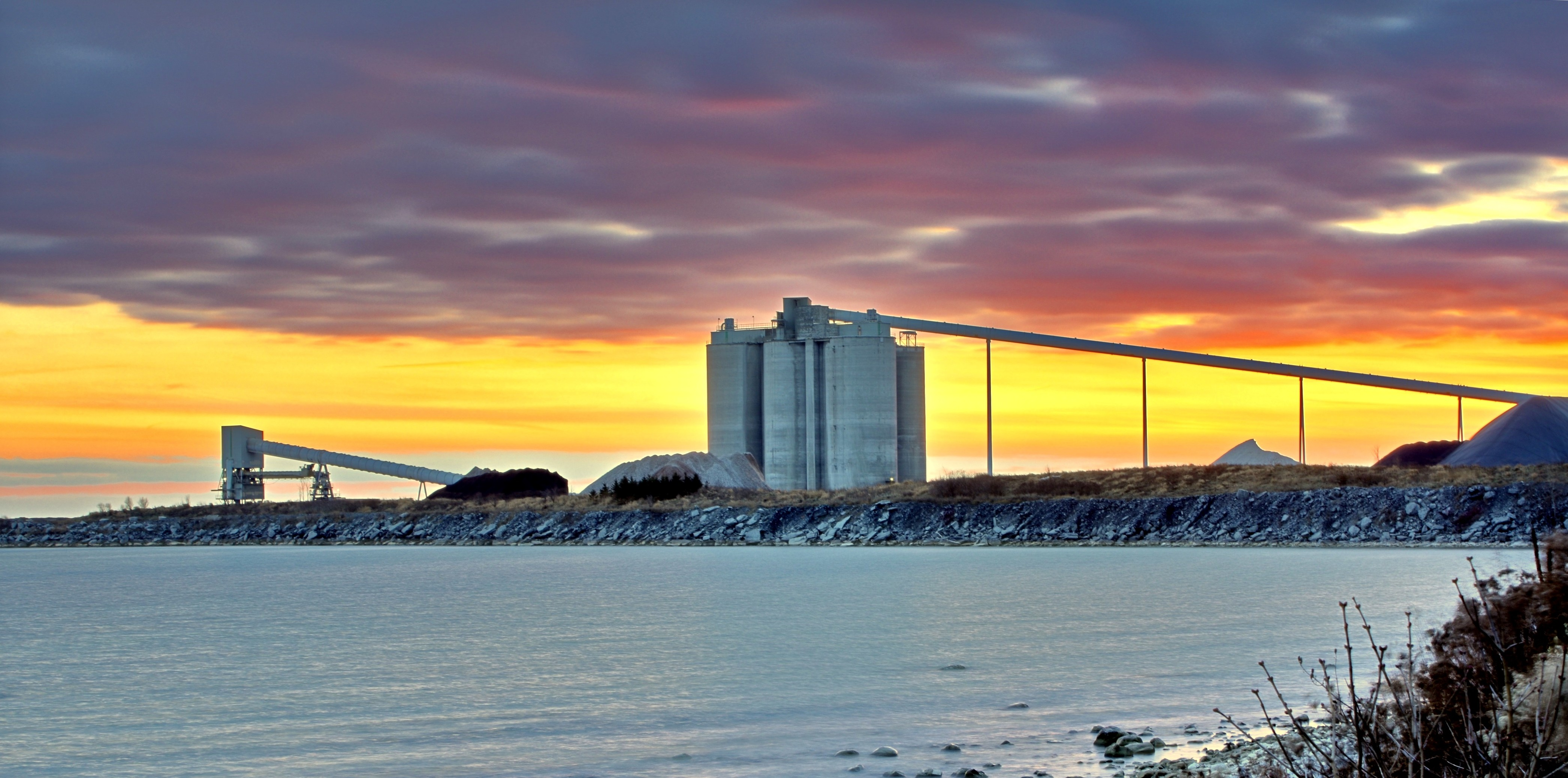
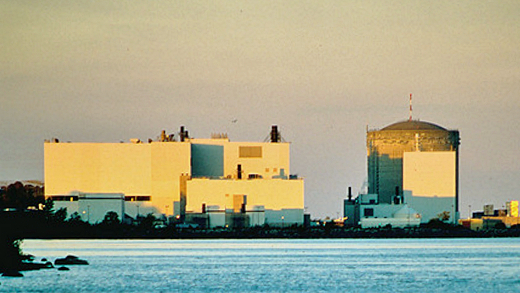
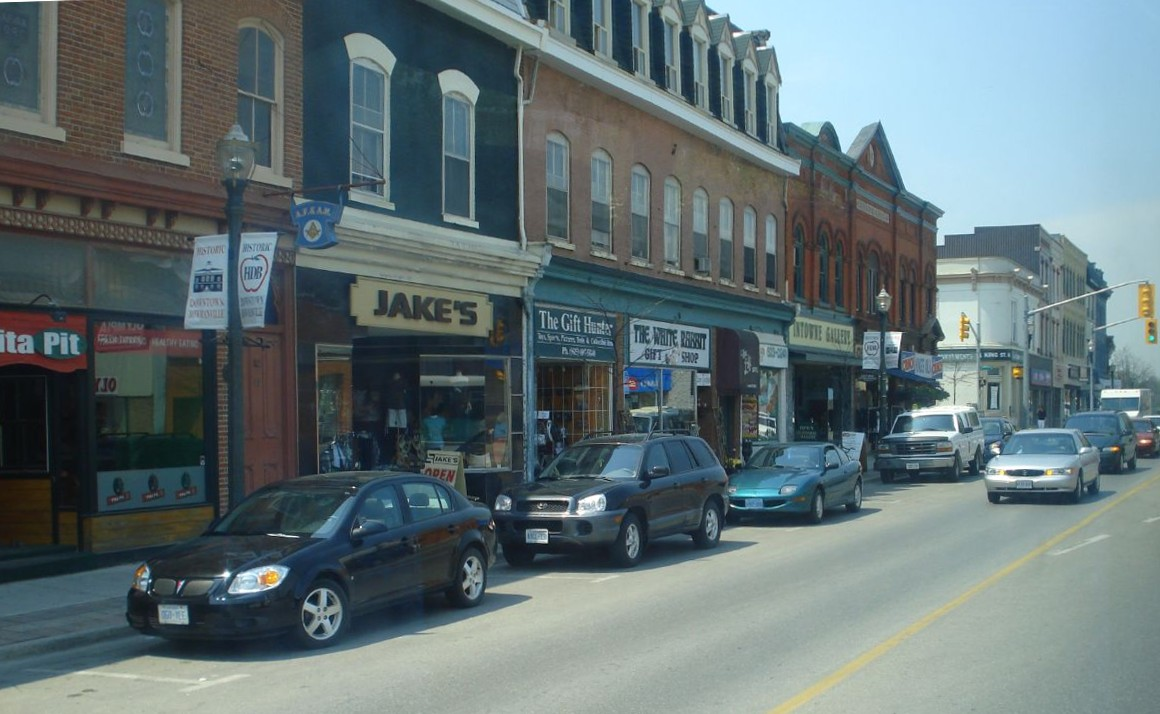